# TM-XML
TM-XML (Trade Mark Extensible Markup Language) — открытый стандарт, основанный на XML и предназначенный для представления информации, связанной с торговыми марками. Разработкой этого стандарта с 2003 года занимается европейское агентство Office for Harmonization in the Internal Market. В 2007 году первая версия TM-XML была официально принята Всемирной организацией интеллектуальной собственности под именем ST.66.